# Cappella dei Papi

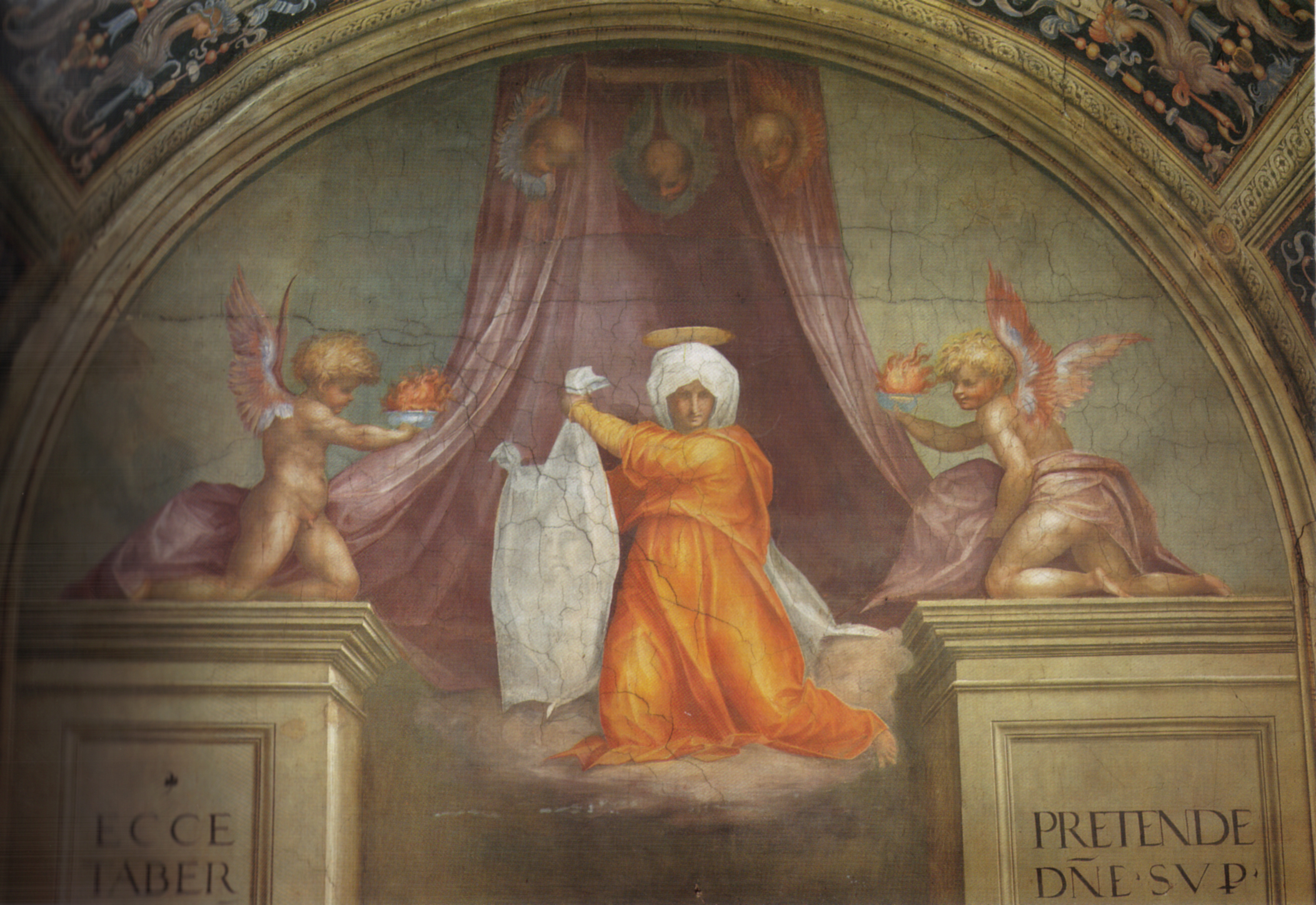
La Veronica di Pontormo

La cappella dei Papi è una piccola cappella del convento di Santa Maria Novella a Firenze.
L'importanza di questo ambiente è dovuta sia al fatto di essere l'ultimo vestigio di rilievo degli appartamenti papali che esistevano in Santa Maria Novella, sia ai pregevoli affreschi del giovane Pontormo.

## Gli appartamenti papali

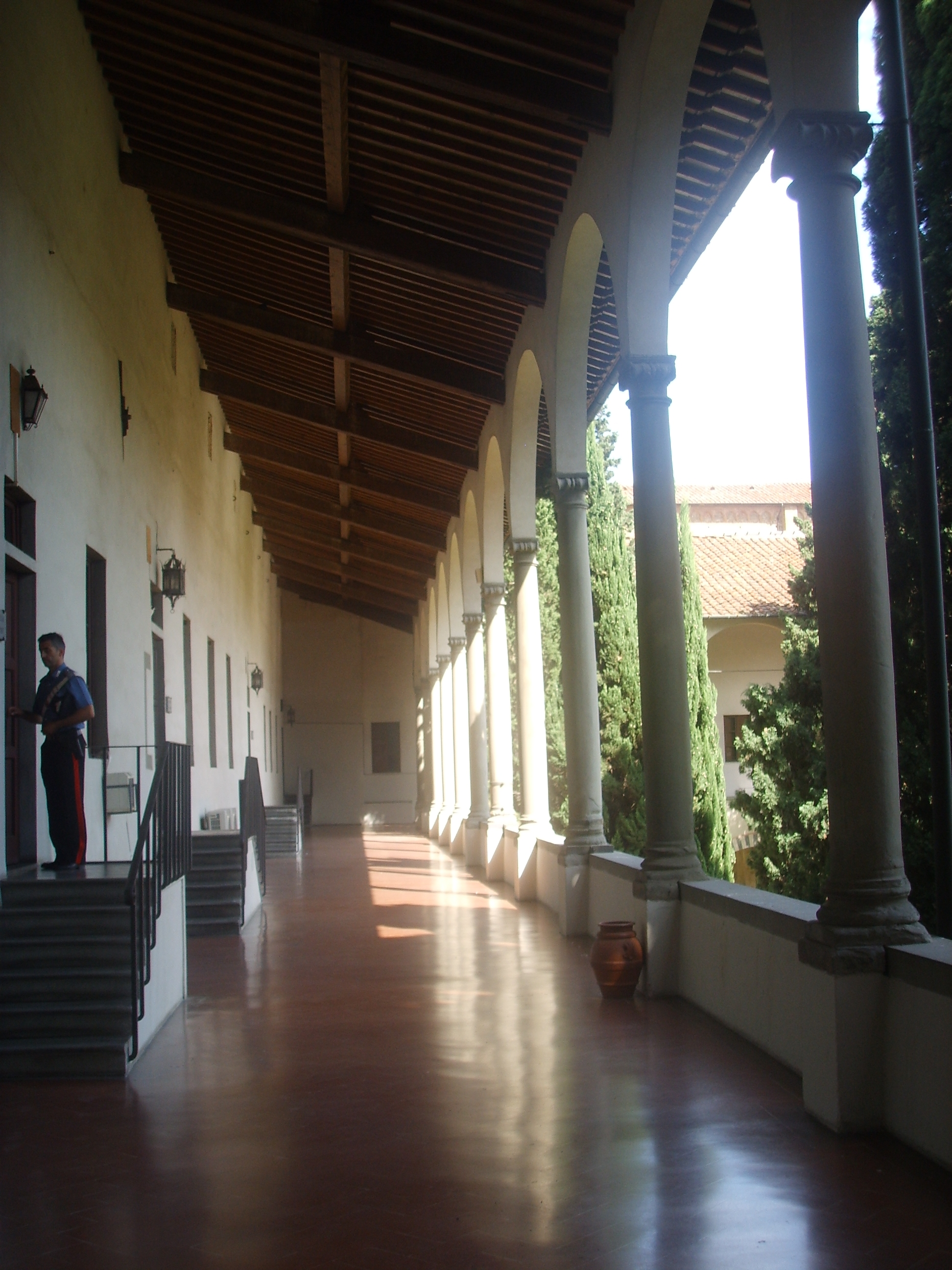
Il corridoio al primo piano del Chiostro Grande, ex-appartamento papale

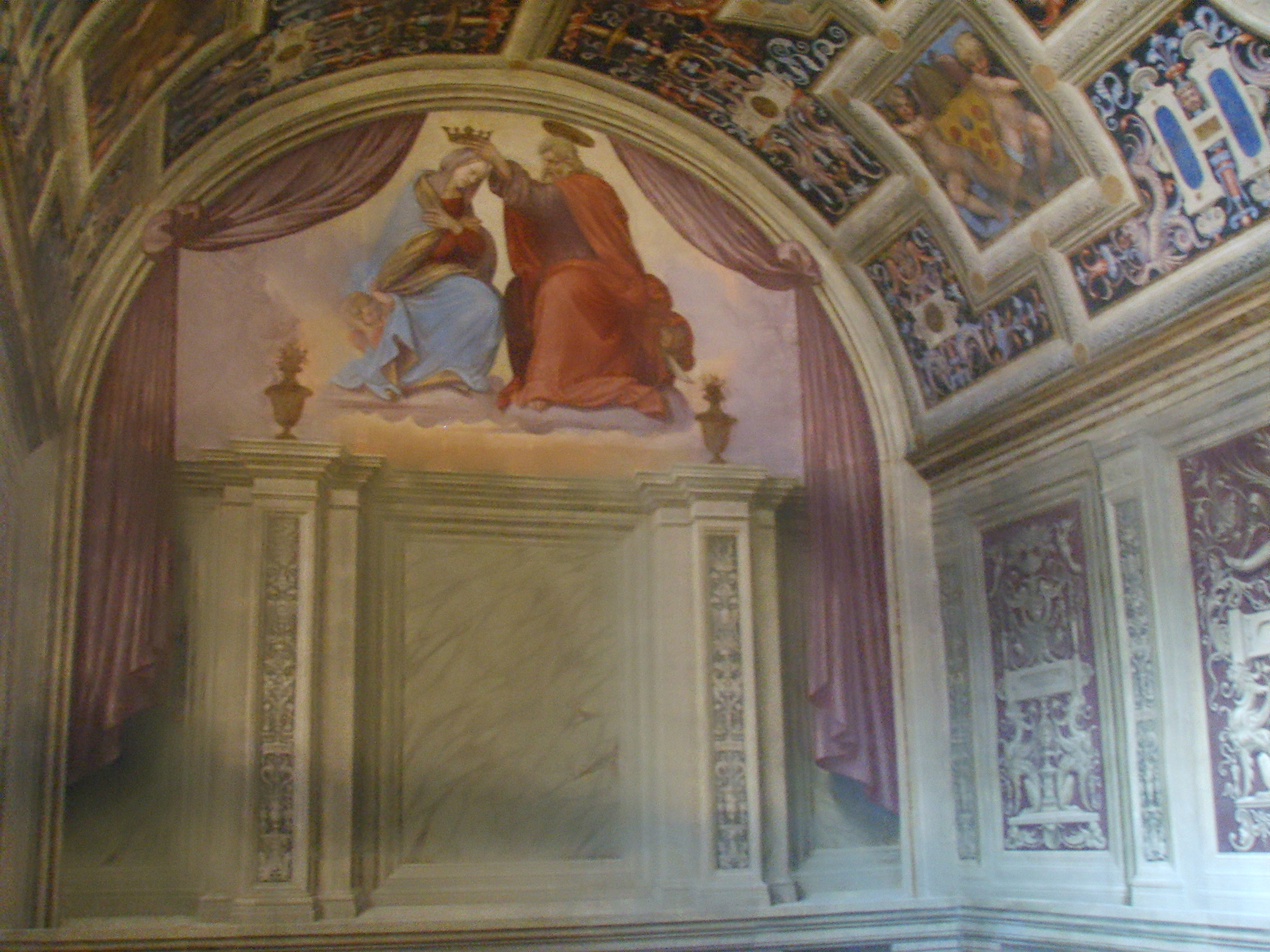
L'Incoronazione della Vergine di Ridolfo del Ghirlandaio

Quando un papa visitava Firenze il suo alloggio era nel convento domenicano di Santa Maria Novella, negli ambienti appositamente destinati al primo piano tra l'odierna piazza della Stazione, un tempo gli orti del convento, e via della Scala i lati ovest e, in parte, nord del Chiostro Grande. Questi ambienti furono fatti costruire dalla Repubblica Fiorentina sotto la direzione di Lorenzo Ghiberti nel 1418-1420. Un tempo riccamente decorati, erano chiamati anche il Laterano fiorentino.
Il primo allestimento, a carico della Repubblica Fiorentina risale al 1419 per la visita di Martino V e via via ampliati, più o meno frettolosamente, in occasione di altri ospiti illustri. Gli appartamenti papali occupavano tutta l'ala occidentale del chiostro grande del convento e comprendevano un salone con vari annessi, probabilmente destinati alle udienze, all'anticamera, ecc., oltre all'appartamento pontificio privato vero e proprio e le stanze per i suoi accompagnatori, dai membri più importanti della sua casata ai servitori. Completavano l'insieme la cucina e i servizi.
Qui per esempio soggiornò papa Eugenio IV e gli altri delegati partecipanti al Concilio di Firenze, infatti qui morì per cause naturali il patriarca di Costantinopoli Giuseppe II e proprio nel convento fu sepolto. Vi risiedettero inoltre i papi medicei (Leone X e Clemente VII) in occasione delle loro visite alla città natale.
Già dalla fine del Cinquecento gli appartamenti papali venivano concessi ad altre attività, come per le adunanze di alcune compagnie come quelle di San Giuliano e di San Niccolò, che alterarono il grandioso salone dei Papi (1592), poi vi fu aperto un Monastero Nuovo delle Donne della Concezione (1755), murato dal resto del convento maschile. In seguito alle soppressioni del 1801 questa zona fu venduta o espropriata dal governo granducale che voleva creare in quest'area un conservatorio musicale, l'educandato della Santissima Annunziata. In quel periodo Giuseppe Martelli costruì la scala a spirale con la Flora (statua in piombo di Luigi Pampaloni). Infine dal 1920 è appartenuta alla Scuola allievi marescialli e brigadieri carabinieri. Nel corso del tempo le decorazioni e gli arredi vennero dispersi e solo la cappella, restaurata negli anni '90, testimonia lo splendore di quei tempi. Oggi fa parte del museo di Santa Maria Novella ma è visitabile solo con visita guidata, su prenotazione.

## La cappella

### Storia
Pregevole esempio del primissimo manierismo fiorentino, la cappella fu edificata nel 1515 in occasione della visita di papa Leone X, al secolo Giovanni de' Medici, che si svolse nel novembre di quell'anno e per la quale tutta la città si mise all'opera in sontuosi preparativi. Qui il papa udiva la messa.
La decorazione della cappella fu inizialmente affidata a Ridolfo del Ghirlandaio, che per via dei numerosi impegni però riuscì a portare a termine la sola parete nord con l'Incoronazione della Vergine. Gli succedette il giovane Pontormo, che decorò la volta e la parete sud, affiancato da Andrea di Cosimo Feltrini per le grottesche.
Nel 1892 si procedette a una ripulitura degli affreschi, liberandoli da un'armatura che era stata messa in opera per impedire la caduta di intonaco, visto il pessimo stato di conservazione all'epoca.

### Descrizione

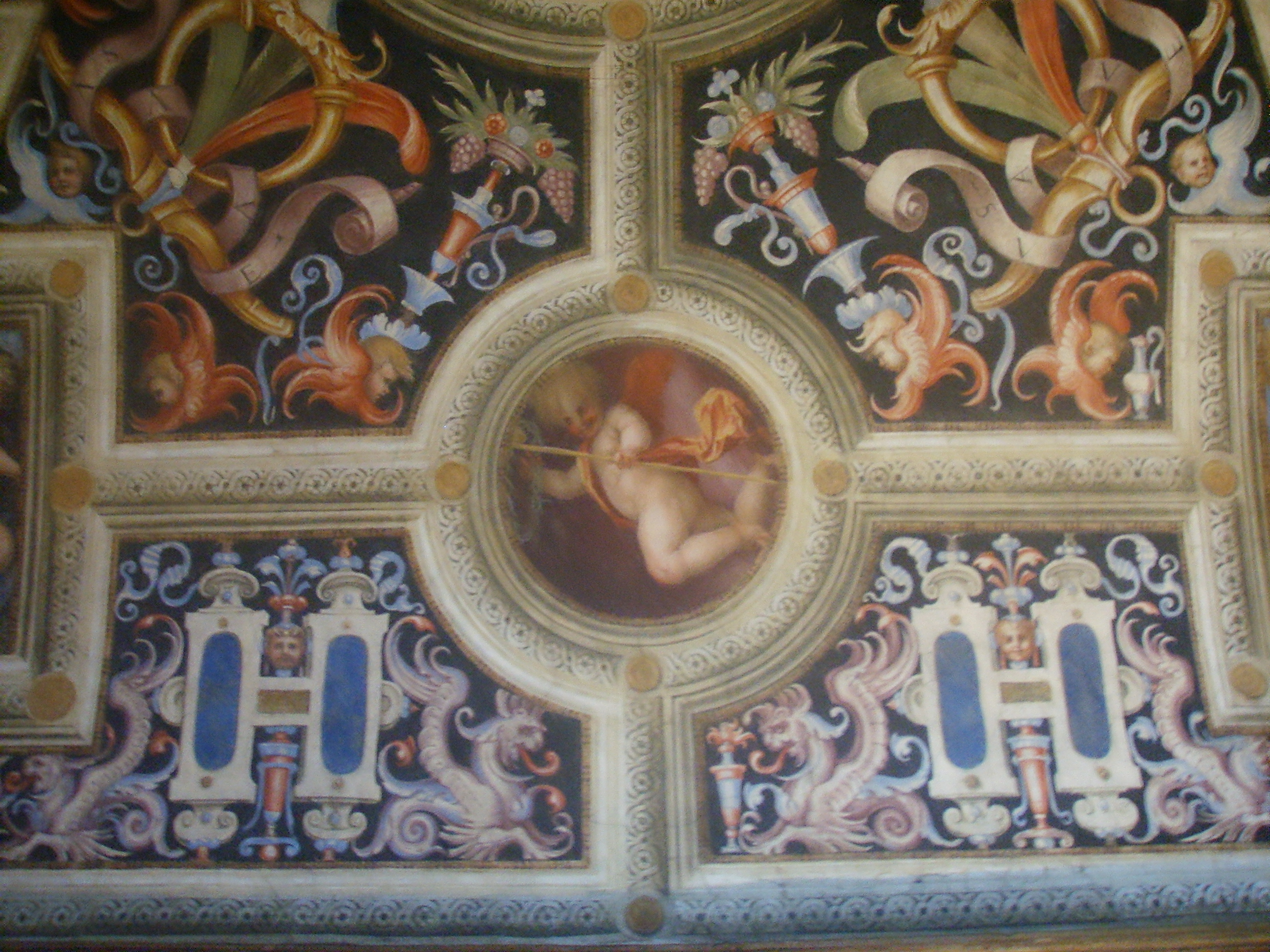
Il soffitto

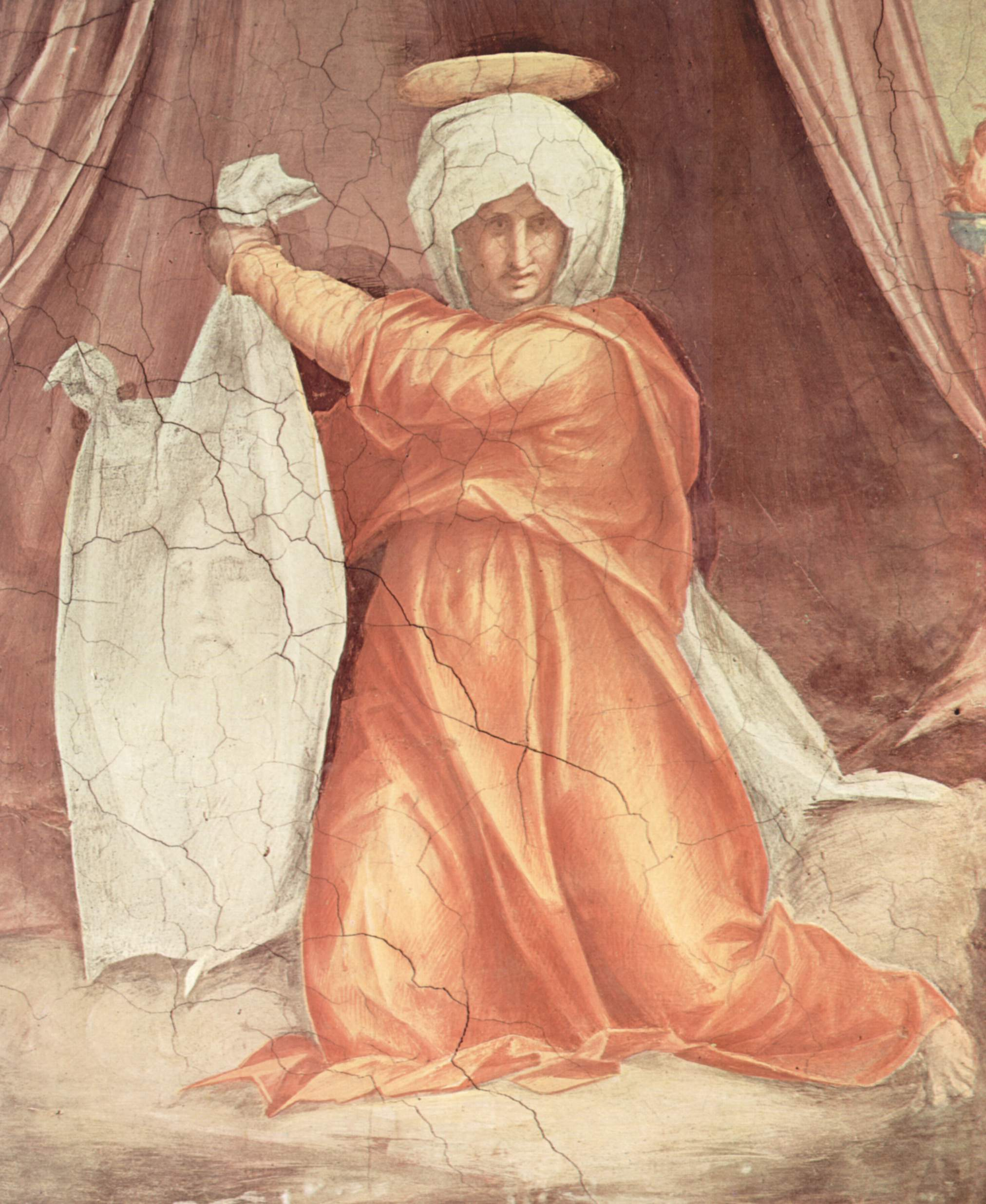
Pontormo, Veronica

La piccola cappella si trova al primo piano del Chiostro Grande. Presenta una volta botte interamente coperta da affreschi, dove nove pannelli sono inquadrati da fantiasiose cornici geometriche e dei motivi a grottesche su sfondo scuro invece che bianco.
Le pareti sono decorate da volute in monocromo, mentre la volta presenta le complesse grottesche che attirano immediatamente l'attenzione dell'osservatore per i loro colori sgargianti e il disegno sofisticato. Anche i gruppi di angeli nei riquadri della volta sono di Pontormo.
Lo schema compositivo e lo stile in generale degli affreschi furono innovativi per Firenze e si rifacevano ai soffitti delle Stanze Vaticane, secondo una "romanizzazione" dello stile figurativo, intesa come accentuazione della monumentalità delle figure e dell'insieme, soprattutto per Pontormo.
Se la parte frontale con l'Incoronazione di Ridolfo è piuttosto convenzionale, la lunetta opposta della Veronica di Pontormo spicca per originalità, con la figura della donna inginocchiata che solleva il lenzuolo con il volto di Cristo compiendo un gesto solenne e teatrale, di ispirazione michelangiolesca. Anche l'uso del colore particolarmente brillante e anti-naturalistico si rifà al Buonarroti (si pensi al Tondo Doni) e fu una delle caratteristiche più riconoscibili del nuovo stile detto poi "manierista".
Si aprono poi nella volta nove spazi dipinti, circolari o quadrangolari, circondati da spesse cornici chiare. Quello al centro raffigura il Dio benedicente, mentre gli altri raffigurano angeli in forma di puttini, con il blasone dei Medici nei quattro riquadri agli angoli, in omaggio a Leone X. Le grottesche furono eseguite da Ridolfo del Ghirlandaio e da Andrea di Cosimo Feltrini, suo allievio. I quattro riquadri degli Angiolini con le stemma Medici sono con certezza la Pontormo e presentano alcune caratteristiche tipiche della sua pittura, come il senso del movimento, la torsione delle figure e il colore brillante e a tratti evanescente. La velocità d'esecuzione dei putti rimanda al maestro di Pontormo, Andrea del Sarto.
Oltre agli stemmi, la dedica ai Medici è ribadita anche nelle grottesche, in cui si incontrano gli amblemi personali di Lorenzo il Magnifico, padre del papa, e di Leone X. La prima è composta da un anello con diamante da cui si dipartono tre piume, bianca, verde e rossa a rciordare le tre Virtù Teologali. L'impresa personale del papa è invece un nastro con il motto "Suave" tratto dal Vangelo di Matteo (II, 30): "Iugum meum suave est et onus meum leve" in memoria degli anni trascorsi da lui in esilio dopo la seconda cacciata medicea (dal 1494 al 1512).Inoltre sulla volta ricorre il motto della casata "Glovis", forse un acronimo di "Gloria, laus, onor, virtus, iustitia, salus" o forse da leggere all'incontrario come "si volg[e]".
Una targa sotto la finestra ricorda la visita di papa Eugenio IV.